# JMPZ
JMPZ est un groupe français de dub, rock et musique industrielle, originaire de Mâcon, en Saône-et-Loire. Formé en 1996, il était composé de deux basses, d'une batterie et d'un didjeridoo. Le groupe se sépare en 2012.

## Histoire
JMPZ est formé en 1996 à Mâcon, en Saône-et-Loire. La formation initiale comporte deux batteurs. En 2001, le groupe publie son premier album studio intitulé Cyclothymique. L'album est réédité en juin 2004. Un deuxième album studio, intitulé Subsonic, est publié la même année. Après deux albums et d'importantes tournées (plus de 550 dates), le groupe se sépare de son chanteur-didgeridoo et admet ainsi un nouveau membre.
En 2005, le groupe participe au festival Garorock, dans le chapiteau groove, aux côtés de plusieurs autres groupes français, dont les Svinkels. Un troisième album est enregistré durant l'été 2007, et sorti au début de l'année 2008 sous le titre de Sound Asylum. Avec cet album, et la participation de Reuno de Lofofora, le groupe fait incursion dans le heavy metal. Le dernier morceau de l'album, My World, comprend la voix de Charles Manson.
En 2012, le groupe fait sa tournée d'adieux après 16 ans d'existence. Il joue son dernier concert le 3 mars 2012 à la Cave à Musique de Mâcon.

## Style musical
Le style musical du groupe est relativement complexe à catégoriser, certain le qualifiant de « dub-rock-électro », et d'autres, par défaut, de musique industrielle. Il prend racine dans le dub, et y incorpore des éléments de techno et de rock. Pendant son existence, le groupe fait usage de deux basses, deux batteries, et d'un didjeridoo, donnant ainsi une musique principalement instrumentale accompagnée d'un rythme tribal.